# Étienne-François Avisse
Pour les articles homonymes, voir Avisse.
Étienne-François Avisse, né le 4 août 1694 à Paris où il est mort le 23 décembre 1747, est un dramaturge français.
Avisse a donné, aux Français et aux Italiens, un certain nombre de comédies qui ne manquent ni de verve comique ni d’originalité. Les plus connues sont : le Divorce ou les époux mécontents (1730) ; la Réunion forcée (1730), composée au sujet d’un procès fameux que la célèbre actrice Marie-Anne Duclos avait intenté à son mari, le comédien Duchemin, pour que leur mariage fût annulé ; la Gouvernante (1737), critique du théâtre larmoyant qui a inspiré le Vieux célibataire de Collin d’Harleville ; le Valet embarrassé ou la vieille amoureuse (1742), qui a donné l’idée de l’opéra-comique Ma Tante Aurore ; les Petits-Maîtres (1743) qui fit époque, puisque ce fut pendant le cours de la représentation que les comédiens imaginèrent de donner sur leur théâtre des feux d’artifice composés par les frères Ruggieri de Bologne ; les Faux Marquis ou les Bourgeois petits-maîtres, etc.

## Source
- Gustave Vapereau, Dictionnaire universel des littératures, Paris, Hachette, 1876, p. 175.